# Nikolaevo (Veliko Tarnovo)
Nikolaevo (Bulgaars: Николаево) is een dorp in het noordoosten van Bulgarije. Het is gelegen in de gemeente Strazjitsa in de oblast Veliko Tarnovo. Het dorp ligt hemelsbreed ongeveer 37 km ten oosten van Veliko Tarnovo en 225 km ten oosten van de hoofdstad Sofia. 

## Bevolking
|  |

Alle 117 inwoners reageerden op de optionele volkstelling van februari 2011. Van deze 117 respondenten identificeerden 106 personen zichzelf als etnische Bulgaren (90,6%). Verder werden er 11 Roma (9,4%) geregistreerd.